# Выборы в Сенат США в Делавэре (1978)
Выборы в Сенат США в Делавэре 1978 года состоялись 7 ноября 1978 года. По итогу выборов действующий сенатор США от Демократической партии Джо Байден был переизбран на второй срок, уверенно победив своего соперника от Республиканской партии Джеймса Бакстера-младшего, занимавшего должность регистратора актов округа Сассекс.

## Праймериз Республиканской партии

### Кандидаты
- Джеймс Х. Бакстер-младший, регистратор актов округа Сассекс[1].
- Джеймс Аллин Венема, адвокат по борьбе с басингом, президент Комитета позитивных действий и Национальной ассоциации местных школ[2].

### Итоги
| Кандидат                  | Избиратели | Избиратели |
| Кандидат                  | Количество | %          |
| ------------------------- | ---------- | ---------- |
| Джеймс Х. Бакстер-младший | 12 107     | 53,74      |
| Джеймс Венема             | 10 422     | 46,26      |
| Всего                     | 22 662     | 100        |

## Выборы

### Кандидаты
- Джо Байден, действующий сенатор от штата Делавэр.
- Джеймс Х. Бакстер-младший, регистратор актов округа Сассекс.
- Дональд Гис, инженер, постоянный кандидат и офицер Командования резерва ВВС[4].

### Результаты
| Кандидат                  | Партия                 | Избиратели | Избиратели |
| Кандидат                  | Партия                 | Количество | %          |
| ------------------------- | ---------------------- | ---------- | ---------- |
| Джо Байден                | Демократическая партия | 93 930     | 57,96      |
| Джеймс Х. Бакстер-младший | Республиканская партия | 66 479     | 41,02      |
| Дональд Гис               | Американская партия    | 1 663      | 1,02       |
| Всего                     | Всего                  | 162 072    | 100        |

| Округ    | Джо Байден | Джо Байден | Джеймс Бакстер-младший | Джеймс Бакстер-младший | Дональд Гис | Дональд Гис | Кол-во голосов |
| Округ    | #          | %          | #                      | %                      | #           | %           | #              |
| -------- | ---------- | ---------- | ---------------------- | ---------------------- | ----------- | ----------- | -------------- |
| Кент     | 12 860     | 59,96      | 8 485                  | 39,95                  | 107         | 0,5         | 21 452         |
| Нью-Касл | 66 256     | 58,87      | 44 834                 | 39,84                  | 1 449       | 1,29        | 112 539        |
| Сассекс  | 14 814     | 52,75      | 13 160                 | 46,86                  | 107         | 0,38        | 28 081         |
| Итоги    | 93 930     | 57,96      | 66 479                 | 41,02                  | 1 663       | 1,03        | 162 072        |